# Розето-Вальфорторе
Розето-Вальфорторе (італ. Roseto Valfortore) — муніципалітет в Італії, у регіоні Апулія,  провінція Фоджа.
Розето-Вальфорторе розташоване на відстані близько 230 км на схід від Рима, 150 км на захід від Барі, 45 км на захід від Фоджі.
Населення — 1091 особа (2014).

## Демографія
Населення за роками:

Станом на 1 січня 2023 року в муніципалітеті офіційно проживало 18 іноземців з 6 країн, серед них 1 громадянин країн Євросоюзу та 4 громадяни України.

## Сусідні муніципалітети
- Альберона
- Біккарі
- Кастельфранко-ін-Міскано
- Фаето
- Фояно-ді-Валь-Форторе
- Монтефальконе-ді-Валь-Форторе
- Сан-Бартоломео-ін-Гальдо